# Historique des gouvernements de la Guinée
Cet article présente la liste des gouvernements de la Guinée depuis l’indépendance le 2 octobre 1958 jusqu'aujourd'hui.

## Première République

### Ahmed Sékou Touré, président de la République (1958-1984)
Gouvernements sous la présidence d'Ahmed Sékou Touré, chef de l'État du 2 octobre 1958 au 26 mars 1984 :
- Gouvernement Sékou Touré de l'indépendance au 25 avril 1972 ;
- Poste de Premier ministre crée après le IXe congrès du Parti démocratique de Guinée (PDG), le 25 avril 1972 :
  - Gouvernement Béavogui du 26 avril 1972 au 3 avril 1984 ;

### Lansana Conté, président de la République (1984-2008)
Gouvernements nommés par Lansana Conté, président de la République du 5 avril 1984 au 22 décembre 2008 :
- Gouvernement Diarra Traoré du 5 avril 1984 au 18 décembre 1984 ;
- Le poste est suspendu pendant 12 ans.
- Gouvernement Sidya Touré  du 9 juillet 1996 au 8 mars 1999 ;
- Gouvernement Lamine Sidimé du 8 mars 1999 au 23 février 2004 ;
- Gouvernement François Louceny Fall du 23 février 2004 au 30 avril 2004.
- Le président Conté laisse le poste vacant pendant sept mois.
- Gouvernement Cellou Dallein  9 décembre 2004 au 5 avril 2006 ;
- Le président Conté laisse le poste vacant a nouveau pendant dix mois.
- Gouvernement Eugène Camara du 9 février 2007 au 26 février 2007 ;
- Gouvernement Lansana Kouyaté du 1er mars 2007 au 20 mai 2008.
- Gouvernement Ahmed Tidiane Souaré du 20 mai 2008 au 24 décembre 2008.

### Moussa Dadis Camara, président de la République (2008-2010)
Gouvernements nommés par Moussa Dadis Camara, président de la République du 23 décembre 2008 au 15 janvier 2010 :
- Gouvernement Kabiné Komara du 30 décembre 2008 au 26 janvier 2010 ;

Blessé à la tête le 3 décembre 2009, il est hospitalisé au Maroc, puis au Burkina Faso, et doit quitter ses fonctions le mois suivant.

### Sékouba Konaté (président de la République par intérim)
Gouvernements nommés par Sékouba Konaté, président de la République par intérim du 18 janvier 2010 au 21 décembre 2010 :
- Gouvernement Jean-Marie Doré du 26 janvier 2010 au 24 décembre 2010.

### Alpha Condé (2010-2021)
Gouvernements nommés par Alpha Condé, président de la République du 21 décembre 2010 au 5 septembre 2021:
- Premier mandat, du 21 décembre 2010 en 21 décembre 2015 :
  - Gouvernement Saïd Fofana (1) du 24 décembre 2010 au 15 janvier 2014 ;
  - Gouvernement Saïd Fofana (2) du 20 janvier 2014 au 26 décembre 2015.
- Second mandat, du 21 décembre 2015 au 21 décembre 2021 :
  - Gouvernement Youla du 26 décembre 2015 au 17 mai 2018 ;
  - Gouvernement Kassory (1) du 21 mai 2018 au  19 janvier 2021.
- Troisième mandat, du 21 décembre 2021 au 5 septembre 2021 :
  - Gouvernement Kassory (2) du 19 janvier au 5 septembre 2021.

### Mamadi Doumbouya (Depuis2021)
Gouvernement nommés par Mamadi Doumbouya, président de la république depuis 21 octobre 2021.
- Gouvernement Mohamed Béavogui du 21 octobre 2021 au 20 août 2022.
- Gouvernement Bernard Goumou du 20 août 2022 au 19 février 2024.
- Gouvernement Bah Oury depuis le 13 mars 2024.